# Prințesa Mafalda de Savoia
Prințesa Mafalda Maria Elisabetta Anna Romana de Savoia (2 noiembrie 1902 –  27 august 1944) a fost a doua fiică a regelui Victor Emanuel al III-lea al Italiei și a soției acestuia, Elena de Muntenegru. Viitorul rege Umberto al II-lea al Italiei a fost fratele ei mai mic.

## Biografie
Mafalda s-a născut la Roma. În copilărie a fost apropiată de mama ei, de la care a moștenit dragostea de muzică și arte. În timpul Primului Război Mondial ea și-a însoțit mama în vizitele acesteia în spitalele militare italiene.
La 23 septembrie 1925, la castelul Racconigi, Mafalda s-a căsătorit cu Prințul Filip de Hesse, Landgraf de Hesse-Kassel.  Prințul Filip a fost un membru loial al mișcării politice germane naționalist socialiste iar fratele său, Prințul Christoph de Hesse, care făcea parte din ierarhia partidului, s-a căsătorit cu Prințesa Sofia a Greciei și Danemarcei, sora Prințului Filip, Duce de Edinburgh, viitorul soț al reginei Elisabeta a II-a a Regatului Unit.
Căsătoria Prințului Filip cu Prințesa Mafalda l-a pus în poziția de a acționa ca intermediar între guvernul Național-Socialist din Germania și guvernul fascist din Italia. Cu toate acestea, în timpul celui de-Al Doilea Război Mondial, Adolf Hitler (șeful Partidului Național-Socialist și cancelar al Germaniei), credea că Prințesa Mafalda lucra împotriva eforturilor de război; el a numit-o "hoitul negru al casei regale italiene".
La începutul lui septembrie 1943, Prințesa Mafalda a călătorit în Bulgaria pentru a participa la funeraliile cumnatului ei, regele Boris al III-lea al Bulgariei. În timp ce era acolo, a fost informată de capitularea Italiei în fața Puterilor Aliate, de faptul că soțul ei era ținut sub arest la domiciliu în Bavaria iar copiii erau într-un sanctuar din Vatican. Gestapoul a ordonat arestarea ei iar la 23 septembrie ea a primit un telefon de la Hauptsturmführer Karl Hass care i-a spus că are un mesaj important de la soțul ei.
 
La sosirea ei la ambasada Germaniei, Mafalda a fost arestată, aparent pentru activități subversive, dar (se presupune, în general), mai mult ca un ostatic de a-l convinge pe tatăl ei, regele Italiei, să nu se opună intereselor germane în război. Prințesa Mafalda a fost transportată la München pentru interogatoriu, apoi la Berlin și în cele din urmă în lagărul de concentrare Buchenwald.
La 24 august 1944 aliații au bombardat o fabrică de muniție din interiorul lagărului Buchenwald. Unii dintre cei 400 de prizonieri au fost uciși iar Prințesa Mafalda a fost grav rănită; ea era adăpostită într-o unitate adiacentă fabricii bombardate și atunci când a avut loc atacul a fost îngropată până la gât în moloz și a suferit arsuri grave la braț. Condițiile din lagărul de muncă a făcut ca rănile să se infecteze iar personalul medical i-a amputat brațul; ea a sângerat abundent și nu și-a mai recăpătat cunoștința.
Familia regală hessiană nu a fost anunțată de decesul ei deși au existat zvonuri care au circulat până la sfârșitul anului 1944. Moartea ei nu a fost confirmată până când Germania nu s-a predat în 1945. 
1. ↑  Autoritatea BnF, accesat în 10 octombrie 2015